# 捞仔 (音乐家)
捞仔（1967年—），本名吴立群，浙江义乌人，中华人民共和国吉他手、作曲人，以为影视剧配乐知名。
他的父亲是义乌人，母亲是温州人。因在温州成长，会说温州话。1980年代，在广州当歌手。他又以吉他手身份闻名，与唐朝乐队的老五（刘义军）并称“南捞仔、北老五”。后转型为音乐制作人。2000年后，在北京发展，以创作影视剧歌曲为主。2010年代前后，开始创作歌剧配乐。第一部歌剧作品是中央歌剧院的《命运》。后又为中央歌剧院歌剧《道路》、河南省歌舞演艺集团歌剧《银杏树下》谱曲。

## 家庭
2010年，与傅白淇相恋。次年，成婚。女儿于2015年出生。

## 奖项
- 2005 第25届中国电影金鸡奖最佳音乐(提名) 《可可西里》
- 2018 第55届金马奖最佳原创电影音乐（提名）《影》
- 2019 第13届亚洲电影大奖最佳原创音乐(提名) 《影》
- 2020 第33届中国电影金鸡奖最佳音乐(提名) 《忠爱无言2》
- 2021 第15届亚洲电影大奖最佳原创音乐(提名) 《一秒钟》
- 2023 第36届中国电影金鸡奖最佳音乐奖 《觅渡》

## 备注
1. ↑  2015年，来源《温州晚报》[1]的原文：“直到今年四月，48岁的捞仔终于喜得千金，做了父亲。”他当出生于1967年。